# Leszek Moszyński
Leszek Józef Moszyński (ur. 19 lutego 1928 w Lublinie, zm. 16 kwietnia 2006 we wsi Banino k. Gdańska) – polski slawista i językoznawca. Doktor honoris causa Uniwersytetu Łódzkiego.

## Życiorys
Urodził się w rodzinie Remigiusza Józefa (1897–1965) i Marii Aleksandry z domu Wyszyńskiej (1899–1959). Brat Kaliny Marii (ur. 1926), Lidii Teresy (ur. 1929), Barbary Zofii po mężu Jarosz (ur. 1931) i Danuty Stanisławy (1935–1936). W 1947 ukończył szkołę średnią w Lublinie i podjął studia w zakresie filologii polskiej i słowiańskiej na Katolickim Uniwersytecie Lubelskim, które kontynuował na Uniwersytecie im. Adama Mickiewicza w Poznaniu. W 1951 obronił pracę magisterską  z zakresu filologii słowiańskiej. W 1955 podjął pracę asystenta na Uniwersytecie Mikołaja Kopernika w Toruniu. W 1959 obronił na UAM w Poznaniu pracę doktorską pt. Wyrównania deklinacyjne w związku z mazurzeniem polskim, ruskim, połabskim. Dwa lata później uzyskał stopień doktora habilitowanego, na podstawie rozprawy pt. Ze studiów nad rękopisem Kodeksu Zografskiego. W 1972 uzyskał tytuł profesorski. Przez wiele lat pełnił funkcję dyrektora Instytutu Filologii Słowiańskiej Uniwersytetu Gdańskiego. Był założycielem katedry slawistyki i jej pierwszym kierownikiem.
Pełnił funkcję przewodniczącego Komitetu Słowianoznawstwa PAN. Był też członkiem Komitetu Językoznawstwa PAN, Gdańskiego Towarzystwa Naukowego, Zrzeszenia Kaszubsko-Pomorskiego, Klubu Inteligencji Katolickiej w Gdańsku (1989–1990 wiceprezes), członkiem korespondentem Polskiej Akademii Umiejętności i Centralnej Komisji ds. Tytułu Naukowego i Stopni Naukowych.
Od 1951 był mężem Danuty Stefanii z domu Ślatała (1927–2024). Ojciec Wiktora Januarego (ur. 1957), lekarza anestezjologa, Bogny Marii zamężnej Kałużyńskiej (ur. 1953), lekarza pediatry, i Miłosza Michała (1952–1985).
Zmarł w Baninie, pochowany 24 kwietnia 2006 w grobie rodzinnym na cmentarzu Junikowskim w Poznaniu (pole 30, kwatera 3, m. 1).

## Dzieła
- 1954: Geografia niektórych zapożyczeń niemieckich w staropolszczyźnie.
- 1960: Wyrównania deklinacyjne w związku z mazurzeniem polskim, ruskim, połabskim.
- 1961: Ze studiów nad rękopisem Kodeksu Zografskiego.
- 1975: Język Kodeksu Zografskiego.
- 1984: Wstęp do filologii słowiańskiej.
- 1990: Cerkiewnosłowiańskie tytuły ewangelijne.
- 1992: Die vorchristliche Religion der Slaven im Lichte der slavischen Sprachwissenschaft.

## Ordery i odznaczenia
- Krzyż Kawalerski Orderu Odrodzenia Polski (1973)[5]
- Medal Komisji Edukacji Narodowej (1992)
- Medal św. Wojciecha za całokształt wybitnych dokonań związanych z Gdańskiem, szczególnie za osiągnięcia w dziedzinie językoznawstwa (2001)[3]
- Medal 1300-lecia Bułgarii (1982)

Źródło:.